# Jašovići
Jašovići (cyr. Јашовићи) – wieś w Czarnogórze, w gminie Berane. W 2011 roku liczyła 49 mieszkańców.